# Tharra aurulenta
Tharra aurulenta är en insektsart som beskrevs av Walker 1870. Tharra aurulenta ingår i släktet Tharra och familjen dvärgstritar. Inga underarter finns listade i Catalogue of Life.